# Dörnberg (Lahn)

Bannerflagge

Dörnberg ist eine Ortsgemeinde im Rhein-Lahn-Kreis in Rheinland-Pfalz. Sie gehört der Verbandsgemeinde Diez an und liegt an der Lahn.

## Geographie
Die Ortsgemeinde Dörnberg besteht aus den Ortsteilen Dörnberg, Dörnberg-Hütte und Kalkofen an der Lahn.
Zu Dörnberg gehören auch die Wohnplätze Bergerhof, Birkenhof, Schleuse, Zechenhof und Jagdhaus.

## Geschichte
Die Ursprünge Dörnbergs lassen sich nicht genau datieren. Die erste urkundliche Erwähnung als Durinberg geht auf das Jahr 1360 zurück. In den nächsten Jahrhunderten wechselte die Schreibweise des Namens mehrmals von Durrenberg im Jahre 1472 über Durrnberg im Jahre 1563 über Dürrnberg  im Jahre 1607 und Dörrnberg im Jahre 1790. Die heutige Schreibweise ist erstmals im Jahre 1818 zu finden.
Während des Dreißigjährigen Krieges 1634 wurde Dörnberg von spanischen Truppen zerstört.
Zwischen 1751 und 1952 wurde in der Grube Holzappel, die sich auf dem Gebiet der Ortsgemeinde Dörnberg liegt, Silber, Blei und Zink abgebaut. Sie war in dieser Zeit neben der Landwirtschaft die bedeutendste Einkommensmöglichkeit in Dörnberg und Umgebung. Ab 1806 war der Ort Teil des Herzogtums Nassau, das 1866 von Preußen annektiert wurde. Die erste Volksschule wurde im Jahre 1743 eingerichtet. Im Jahre 1903 wurde ein neues Schulgebäude errichtet.
Seit 1946 ist der Ort Teil des Landes Rheinland-Pfalz.
Die Einwohnerschaft entwickelte sich im 19. und 20. Jahrhundert wie folgt: 1843: 335 Einwohner, 1927: 514 Einwohner, 1964: 626 Einwohner.
Dörnberg-Hütte
Infolge des Bergbaus in der Grube Holzappel entstand im 18. Jahrhundert der Ortsteil Dörnberg-Hütte. In Dörnberg-Hütte wurde 1892 ein Krankenhaus eingerichtet. Die Ortschaft hatte zwischen 1908 und 1968 eine eigene Schule, die „Hüttenschule“.

## Religion
Dörnberg ist der römisch-katholischen Gemeinde St. Bonifatius in Holzappel zugeordnet und gehört mit ihr zum Pastoralen Raum Diez, welcher selbst wiederum dem Bezirk Limburg im Bistum Limburg eingegliedert ist.
Die evangelische Kirchengemeinde Dörnberg ist dem Dekanat Nassauer Land in der Propstei Rheinhessen-Nassauer Land der Evangelischen Kirche in Hessen und Nassau (EKHN) zugehörig.
Sie besteht seit 1649. Ihr wurde 1766 die evangelische Kirchengemeinde Charlottenberg eingegliedert.

## Politik

### Gemeinderat
Der Gemeinderat in Dörnberg besteht aus acht Ratsmitgliedern, die bei der Kommunalwahl am 9. Juni 2024 in einer Mehrheitswahl gewählt wurden, und dem ehrenamtlichen Ortsbürgermeister als Vorsitzendem. Bis 2009 gehörten dem Gemeinderat zwölf Ratsmitglieder an.

### Bürgermeister
Heiko Hofmann wurde 2019 Ortsbürgermeister von Dörnberg. Bei der Direktwahl am 26. Mai 2019 war er mit einem Stimmenanteil von 66,80 % gewählt worden und damit Nachfolger von Norbert Menche, der über 30 Jahre in der Kommunalpolitik engagiert war. Bei der Direktwahl am 9. Juni 2024 wurde Hofmann als einziger Bewerber mit 89,9 % für weitere fünf Jahre wiedergewählt.

## Kultur und Sehenswürdigkeiten

### Theater
Das volxtheater ist Mitglied des Landesverbandes freier professioneller Theater Rheinland-Pfalz und betreibt ein Theater in einem Tanzsaal aus den 1920er Jahren. Durch die „Dörnberger Festspiele“ hat das Dorf überregionale Bekanntheit erlangt. Sie finden im volxtheater in Kooperation mit LandSchafftKultur e. V. statt. Die „Dörnberger Festspiele“ beinhalten neben der Festspielinszenierung, weitere Theatergastspiele, Konzerte und Lesungen im Zeitraum von Ende August bis Anfang Oktober.

### Bauwerke
Die Dörnberger Kirche wurde in den Jahren 1739 bis 1741 erbaut. Sie ersetzte eine ältere Kapelle, die erstmals 1544 erwähnt wurde und zur Kirchengemeinde in Esten (heute Holzappel) gehörte. Die Kirche erhielt 1862 einen Orgelneubau mit elf Registern, die vom Orgelbauer Johann Daniel Buderus gebaut wurde. Diese Orgel wurde 1911 durch einen Blitzschlag zerstört.
Siehe auch: Liste der Kulturdenkmäler in Dörnberg

## Verkehr
Die Ortsgemeinde Dörnberg liegt an der B 417, die durch die Ortsteile Hütte und Kalkofen führt. Dörnberg selbst ist mit der Kreisstraße 22 an das überörtliche Straßennetz angebunden.
Die nächstgelegenen Fernbahnhöfe sind der Bahnhof Montabaur und der Bahnhof Limburg Süd.

## Persönlichkeiten
In Dörnberg geboren
- Karl Veidt (1879–1946), Theologe (Bekennende Kirche) und Politiker (DNVP, CSVD), MdR, MdL (Preußen)

Mit Dörnberg verbunden
- Jutta Reiss, (* 1963), bildende Künstlerin, lebt in Dörnberg